# Logisticus simplex
Espèce
Logisticus simplex est une espèce de Coléoptères de la famille des Cerambycidae et du genre Logisticus. Endémique de Madagascar, elle est décrite en 1880 par l'entomologiste anglais Charles Owen Waterhouse.

## Description
Cette espèce est très proche de Logisticus rostratus, mais n'est pas tout à fait aussi allongée. Le rostre est plus court, à peine aussi long que large. Les yeux sont proéminents et grossièrement granuleux, modérément rapprochés au-dessus, un peu plus séparés en dessous. Les élytres sont bruns, uniformément convexes, peu rétrécis postérieurement ; l'extrémité de chaque élytre est légèrement arrondie.